# 高部通正
高部 通正（たかべ みちまさ、1913年（大正2年）3月18日 - 没年不明）は、日本の政治家。山梨県都留市長（2期）。

## 来歴
山梨県出身。1930年、山梨県立工商学校（現・山梨県立都留興譲館高等学校）卒。卒業後は商工省京都輸出絹織物検査所検査助手となり、1934年に帰郷し、織物業に従事する。1951年、南都留郡宝村議会議員となり、1954年に同議長となる。同年宝村は合併で都留市となり、都留市議会議員となる。その後、都留市教育委員会委員長などを経て、1977年、都留市長選挙に立候補し、現職を破って当選する。1981年に再選。市長を2期務め、1985年に退任した。